# GP2 Series
La GP2 Series o simplement GP2 és una competició d'automobilisme de velocitat que es disputa des del 2005 en substitució de la Fórmula 3000, esdevenint un campionat "trampolí" cap a la Fórmula 1 com ho demostra el fet que molts pilots d'aquest campionat han esdevingut pilots de Fórmula 1 com Nico Rosberg, Lewis Hamilton, Nelson Piquet Jr., Bruno Senna o Timo Glock.
La GP2 és una categoria monomarca, fet que obliga als equips a fer servir el mateix xasis, motor i pnemàtics, demostrant així l'habilitat del pilot per sobre de la màquina. Les seves proves es disputen com a complement de la Fórmula 1 durant els grans premis realitzats a Europa.

## Competició i puntuació

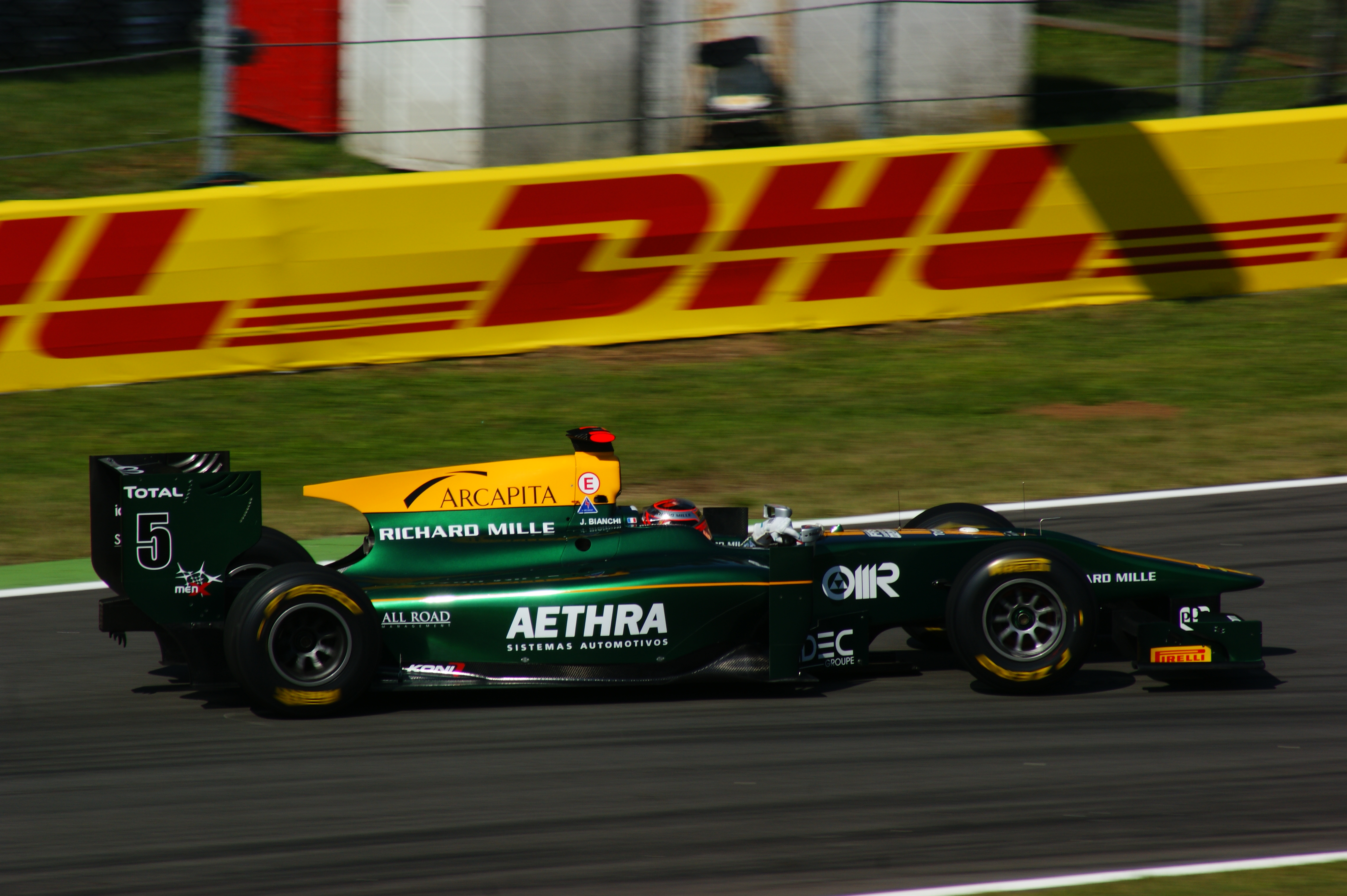
Jules Bianchi al Circuit de Monza el 2011

El divendres de Gran Premi, els pilots tenen 30 minuts d'entrenaments lliures i uns altres 30 de classificació que decidirà l'ordre de graella per la cursa del dissabte, la qual tindrà una longitud aproximada de 180 km. Durant la cursa del dissabte cada pilot ha de realitzar com a mínim una parada a boxes i canviar com a mínim dos pneumàtics.
El diumenge es realitza una cursa curta de 120 km on la graella de sortida està marcada pels resultats de la cursa de dissabte, invertint les primeres vuit posicions, de manera que el guanyador de la cursa del dissabte ha de sortir en vuitena posició i el vuitè a la pole position.
El sistema de puntuació és el següent:
- Pole per la cura de dissabte: 2 punts
- Carrera del dissabte: 10-8-6-5-4-3-2-1 punts pels vuit primers.
- Carrera del diumenge: 6-5-4-3-2-1 punts pels sis primers.
- Volta ràpida: 1 punt (2 durant la temporada 2005). El pilot que obtingui la volta ràpida almenys ha d'haver completat el 90% de la cursa.

## Campions
A 31 de desembre de 2015
| Any  | Campionat de pilots | Campionat de pilots               | Campionat de pilots  | Campionat per equips |
| Any  | Pilot               | Cotxe                             | Escuderia            | Campionat per equips |
| ---- | ------------------- | --------------------------------- | -------------------- | -------------------- |
| 2005 | Nico Rosberg        | Dallara GP2/05 Renault/Mecachrome | ART Grand Prix       | ART Grand Prix       |
| 2006 | Lewis Hamilton      | Dallara GP2/05 Renault/Mecachrome | ART Grand Prix       | ART Grand Prix       |
| 2007 | Timo Glock          | Dallara GP2/05 Renault/Mecachrome | iSport International | iSport International |
| 2008 | Giorgio Pantano     | Dallara GP2/08 Renault/Mecachrome | Racing Engineering   | Campos Grand Prix    |
| 2009 | Nico Hülkenberg     | Dallara GP2/08 Renault/Mecachrome | ART Grand Prix       | ART Grand Prix       |
| 2010 | Pastor Maldonado    | Dallara GP2/08 Renault/Mecachrome | Rapax                | Rapax                |
| 2011 | Romain Grosjean     | Dallara GP2/11 Renault/Mecachrome | DAMS                 | Barwa Addax Team     |
| 2012 | Davide Valsecchi    | Dallara GP2/11 Renault/Mecachrome | DAMS                 | DAMS                 |
| 2013 | Fabio Leimer        | Dallara GP2/11 Renault/Mecachrome | Racing Engineering   | Russian Time         |
| 2014 | Jolyon Palmer       | Dallara GP2/11 Renault/Mecachrome | DAMS                 | DAMS                 |
| 2015 | Stoffel Vandoorne   | Dallara GP2/11 Renault/Mecachrome | ART Grand Prix       | ART Grand Prix       |